# Irkalgada, Koppal
Irkalgada là một làng thuộc tehsil Koppal, huyện Koppal, bang Karnataka, Ấn Độ.